# ملعب النجف الدولي
ملعب النجف الدولي وهو ملعب كرة قدم يتسع لـ 30 ألف متفرج يقع في محافظة النجف في العراق، وضع حجر الأساس له في عام 2011. وافتتح الملعب يوم 5 أيار 2018.

## الإنشاء
وضع حجر الاساس للمشروع في عام 2011 وبكلفة إنشاء 100.500 مليار دينار عراقي (مئة مليار وخمسمائة مليون دينار)، ومدة التنفيذ 900 يوم حسب العقد الموقع بتاريخ 5 تموز 2011، مع شركة أنوار سورى للمقاولات. ويحتوي المشروع على ملعبين اضافيين للتدريب احدها بسعة 2000 متفرج والاخر بسعة 400 متفرج.